# 第17回宝塚記念
1976年6月6日に京都競馬場で行われた第17回宝塚記念について詳細を記述する。
- なお、馬齢については当時の表記方法（数え年）とする。

## レース施行時の状況
厩務員労働組合の争議のため日程変更が行われ、1974年の第15回以来2年ぶり4度目の京都開催となり、同年から全国発売が開始された。
フジノパーシア・エリモジョージと天皇賞馬2頭が激突したほか、菊花賞馬、有馬記念馬も出走。オークス馬が花を添えるなど、八大競走優勝馬も参戦する豪華メンバーとなっていた。
1番人気のフジノパーシアは前年、得意の不良馬場となった天皇賞（秋）で2番人気に支持されると、中団追走から4コーナー手前で一気にスパートして先頭に立つ。1番人気に支持されたキクノオーが直線で伸び悩むのを尻目に、同期のカーネルシンボリやトウコウエルザらの追撃も許さず優勝。
2番人気ロングホークは前年の皐月賞でカブラヤオーの2着、この年の天皇賞（春）では生産者の上山栄蔵が口取りのため京都に来場するなど期待を受けて出走したが、福永洋一鞍上の伏兵エリモジョージの大胆な逃げ戦法にクビ差敗れた。宝塚記念にはファン投票第1位に選出され、1973年のタイテエム以来3年ぶりに1位選出馬が出走となった。
3番人気イシノアラシは前年の菊花賞で二冠馬カブラヤオーが故障不在の中で1番人気に支持されたが、雨上がりの稍重馬場に苦しみ、中島啓之騎乗のコクサイプリンスの4着と敗れた。菊花賞の雪辱を期して出走した有馬記念ではフジノパーシア、キタノカチドキ、カーネルシンボリといった強豪揃いの中、7番人気という評価を覆して優勝。当時の4歳馬の優勝は奇しくも同じ馬主のイシノヒカル以来、3年ぶり3頭目であった。この年はの目黒記念（春）で2着、同年の天皇賞（春）で3着に入った。
菊花賞馬コクサイプリンスはこの年、アメリカJCCから始動するが、ホワイトフォンテンにブービー人気の逃げ切りを許す2着。続く目黒記念（春）は2番人気で8着と久々の着外に終わるが、春の最大目標である天皇賞（春）を目指して菊花賞以来2度目の西下。初の阪神コースとなった鳴尾記念では7頭立ての1番人気に支持され、ゴール前では逃げるエリモジョージと競り合うが、最下位人気のタイホウヒーローの末脚に屈して2着。本番の天皇賞（春）ではイシノアラシ・ロングホークとの三強を形成し、1番人気に支持される。道中は6番手を進むも、ロングホーク騎乗の武邦彦にマークされ、直線では全く良いところが無く、エリモジョージの逃げ切りを許して10着と大敗。宝塚記念は京都新聞杯以来となる井高淳一が手綱を取ったが、天皇賞の大敗から6番人気と人気を落としていた。
トウコウエルザは1974年にシンザン産駒スピードシンザンを競り落としオークスに優勝し、パーソロン産駒は4年連続、嶋田功は3年連続のオークス勝利を飾った。秋にはビクトリアカップを勝って文字通り4歳牝馬の女王の座に着き、1975年は京王杯AHでは、単勝最低人気を覆して6番人気で1歳上のオークス馬ナスノチグサの2着に突っ込み、「オークス馬同士で枠連万馬券」と言う珍事を起こしている。
エリモジョージは前走の天皇賞（春）を12番人気で逃げ切ってしまう番狂わせを演じたが、フジノパーシアとの対決となった今回は鞍上の福永がナラサンザンに騎乗するため、池添兼雄に再びバトンタッチした。
前年の東京優駿、菊花賞で共に2着に入り、ロングホークと共にクラシック戦線で好走したロングフアストも出場。ちなみに同一馬主のロング2騎は安定感のあるホークで着を拾い、フアストは後方待機から一発を狙うのがパターンであった。

## レース展開
エリモジョージが天皇賞同様に逃げたが、フジノパーシアが得意の重馬場で、2番人気ロングホークの追撃を振り切って人気に応えた。トウコウエルザが3着に健闘した。エリモジョージは7着に沈み、イシノアラシ8着、コクサイプリンスは10着に終わった。
この競走の映像（関西テレビ放送の中継の映像を収録したもの）は、1995年10月20日にポニーキャニオンより発売された「中央競馬GIシリーズ 宝塚記念史」に収録されている。

## 出走馬と枠順
芝2200メートル 天候・晴 馬場状態・重
| 枠番 | 馬番 | 競走馬名         | 性齢 | 騎手       | オッズ     | 調教師     |
| ---- | ---- | ---------------- | ---- | ---------- | ---------- | ---------- |
| 1    | 1    | キクノオー       | 牡6  | 横山富雄   | 10.9(4人)  | 山岡寿恵次 |
| 2    | 2    | フジノパーシア   | 牡6  | 大崎昭一   | 3.6(1人)   | 柴田寛     |
| 3    | 3    | ロングフアスト   | 牡5  | 松田幸春   | 22.1(7人)  | 松田由太郎 |
| 4    | 4    | コクサイプリンス | 牡5  | 井高淳一   | 16.5(6人)  | 稗田敏男   |
| 5    | 5    | トウコウエルザ   | 牝6  | 飯田明弘   | 23.3(8人)  | 仲住達弥   |
| 6    | 6    | エリモジョージ   | 牡5  | 池添兼雄   | 31.3(9人)  | 大久保正陽 |
| 6    | 7    | タイホウヒーロー | 牡5  | 高橋成忠   | 16.2(5人)  | 曽場広作   |
| 7    | 8    | ナラサンザン     | 牡5  | 福永洋一   | 37.9(10人) | 武田文吾   |
| 7    | 9    | ロングホーク     | 牡5  | 武邦彦     | 4.9(2人)   | 松田由太郎 |
| 8    | 10   | イシノアラシ     | 牡5  | 加賀武見   | 6.8(3人)   | 浅野武志   |
| 8    | 11   | エースコスモ     | 牝5  | 大久保光康 | 97.8(11人) | 大久保正陽 |

## 競走結果
| 着順 | 枠番 | 馬番 | 競走馬名         | タイム | 着差   |
| ---- | ---- | ---- | ---------------- | ------ | ------ |
| 1着  | 2    | 2    | フジノパーシア   | 2.17.5 |        |
| 2着  | 7    | 9    | ロングホーク     | 2.17.7 | 3/4    |
| 3着  | 5    | 5    | トウコウエルザ   | 2.18.3 | 3.1/2  |
| 4着  | 7    | 8    | ナラサンザン     | 2.18.5 | 1.1/4  |
| 5着  | 1    | 1    | キクノオー       | 2.18.5 | ハナ   |
| 6着  | 3    | 3    | ロングフアスト   | 2.18.6 | 1/2    |
| 7着  | 6    | 6    | エリモジョージ   | 2.18.7 | 1/2    |
| 8着  | 8    | 11   | イシノアラシ     | 2.18.7 | アタマ |
| 9着  | 8    | 10   | エースコスモ     | 2.18.9 | 1.1/4  |
| 10着 | 4    | 4    | コクサイプリンス | 2.19.6 | 4      |
| 11着 | 6    | 7    | タイホウヒーロー | 2.20.3 | 4      |

| 単勝式   | 2   | 270円 |
| 複勝式   | 2   | 110円 |
| 複勝式   | 9   | 120円 |
| 複勝式   | 5   | 280円 |
| 連勝複式 | 2-7 | 420円 |

## その他
- 実況していた杉本清（当時・関西テレビアナウンサー）がレース中に発した「あなたの、そして私の夢が走っています」[2]という言葉は、宝塚記念を象徴する名言となっている。
- 優勝したフジノパーシアは、その後12ハロンのワシントンDCインターナショナルに日本代表で参加したが、プレゼンターとして来ていたこの時代屈指の美人女優として名を馳せたエリザベス・テイラーが巻き起こす騒ぎに冷静さを欠いてしまい、得意の不良馬場にもかかわらず6着に沈んだ。テイラーの取材を目的とする記者が多数来ており、彼らが競走馬たちのことをまるで気にせず、馬が近くにいても遠慮なくフラッシュを焚いて写真を撮るなどしていたという。また来場者数も記録的だった上に、テイラー目的で来場していた者が少なくなかったと言われている。このレースでも手綱を取った大崎は、後に「この騒ぎが無かったら2着には入っていただろう」と語っている。